# Ongaonga
Urtica ferox
Espèce
Classification APG III (2009)
L'ongaonga (Urtica ferox) est une espèce de plantes à fleurs de la famille des Urticaceae. C'est une ortie arbustive qui pousse uniquement en Nouvelle-Zélande sur l'île du Nord et à l'est de l'île du Sud. Elle se rencontre en basse altitude et dans les forêts côtières. Elle peut mesurer jusqu'à 5 m de hauteur.
Des poils urticants de 5 mm ornent les tiges, les nervures et le pourtour des feuilles. Ils contiennent de l'acétylcholine, des histamines, et de la sérotonine. Le moindre contact avec la plante provoque des piqures très douloureuses durant plusieurs jours. On rapporte même le cas d'une mort d'homme : un chasseur ayant pénétré un fourré de ces orties serait décédé dans les quatre heures qui suivirent.
C'est la plante nourricière d'un papillon, Vanessa gonerilla.